# سورکون (صندوق‌لی)
سورکون (به ترکی استانبولی: Sorkun) یک منطقهٔ مسکونی در ترکیه است که در صندوق‌لی واقع شده‌است.